# Monte do Carmo
Monte do Carmo es un municipio brasileño del estado del Tocantins, a 89 km de la capital del estado, Palmas. El municipio, con una población estimada en seis mil habitantes, está localizado en la región central del estado, a una altitud media de 295 m. Tiene un área total de 3.359,7 km² y una densidad demográfica de 1,62 habitantes/km². Es uno de los caminos para el Jalapão y dispone de carretera asfaltada.
La historia de Monte do Carmo comienza a partir del descubrimiento de las minas de oro, en la primera mitad del siglo XVIII. Prosigue en 1741 con la fundación del Festival de Nuestra Señora del Carmo. Fue fundado por el explorador Manuel de Sousa Ferreira, en la confluencia de los arroyos: el Matança, que hoy es río Agua Suja, hasta el río Sucuri que abastece la ciudad. En 1836 le dieron el nombre de Nuestra Señora del Carmo, 1911 fue denominado Carmo en 1943 resolvieron mudar para Tairuçu (palabra indígena), pero no duró mucho y pasó a llamarse Monte do Carmo en 1953.